# Rheinfelden (Baden)
Rheinfelden (pronunciación en alemán: /ˈʁaɪ̯nˌfɛldn̩/ⓘ) es una ciudad en el distrito de Lörrach en Baden-Wurtemberg, Alemania, a orillas del río Rin. Es una ciudad industrial, situada en la frontera de Suiza. La ciudad se extiende a ambas orillas del río, y la mitad de esta ciudad se ubica al suroeste de Baden-Wurtemberg compartiendo la otra mitad con Suiza. El nombre de esta localidad en Suiza también se llama Rheinfelden. 
A consecuencia del Tratado de Presburgo firmado el 26 de diciembre de 1805 entre Francia y Austria, el territorio en la margen derecha del Rin fue incorporado al recién creado Gran Ducado de Baden. En este territorio hasta aquel entonces había tan solo la aldea de Nollingen, el núcleo de Rheinfelden, que se desarrolló rápidamente en la segunda mitad del siglo XIX con la industrialización de la región y la construcción del trayecto de ferrocarril entre Basilea y Säckingen. Desde 1922 Nollingen tiene el rango de una ciudad y desde 1963 se llama oficialmente Rheinfelden (Baden).